# Elmo's Number Journey
Elmo's Number Journey est un jeu vidéo ludo-éducatif sorti en 1999 sur Nintendo 64 et PlayStation. Le jeu a été développé par NewKidCo et édité par Realtime Associates.
Le jeu s'inspire de l'univers 1, rue Sésame.

## Accueil
- Nintendo Power : 7,3/10 (N64)[1]